# ژیزدرا
شهر ژیزدرا (به روسی: Жиздра) در کشور روسیه و در اوبلاست کالوگا واقع شده‌است.